# The Hole in the Wall
The Hole in the Wall é um filme mudo produzido nos Estados Unidos, dirigido por Maxwell Karger e lançado em 1921. É atualmente considerado um filme perdido.